# Nortek
Nortek, Inc. er en amerikansk producent af klima-, køle- og sikkerhedsteknik. De har 11.400 ansatte og en årsomsætning på 2,5 mia. US $.
Virksomheden blev etableret i 1967 af Ralph R. Papitto. Siden 2016 har Nortek været et datterselskab til britiske Melrose Industries.